# Kadenz (Waffentechnik)
Die Kadenz (auch Feuerrate, Feuergeschwindigkeit, Schussfrequenz, Schussfolge, Schusskadenz) bezeichnet in der Waffentechnik die Feuergeschwindigkeit eines Geschützes oder einer automatischen Handfeuerwaffe.
Sie wird in Schuss pro Zeiteinheit angegeben, normalerweise in Schuss pro Minute oder selten in Schuss pro Sekunde. Sie reicht von wenigen Schuss pro Stunde bei Großgeschützen bis zu über 1000 Schuss pro Minute bei Maschinengewehren. Mehrläufige Maschinengewehre (z. B. Gatling- oder Revolverkanonen) erreichen bis zu 10.000 Schuss pro Minute (beispielsweise die russische GSch-6-23). In Tests wurden auch bereits höhere Kadenzen erreicht.
Unterschieden wird bei Maschinenwaffen zwischen der theoretischen und der tatsächlichen Feuerrate.
Die theoretische Kadenz gibt bei Handfeuerwaffen die Feuerrate eines Feuerstoßes, hochgerechnet auf eine Minute, an.
Die tatsächliche Feuerrate berücksichtigt vor allem die thermische Belastbarkeit der Waffe. Sie kann durch Kühlung des Rohres (mit Wasser oder Kühlflüssigkeit) erhöht werden, was bei manchen alten Maschinengewehren oder auch bei modernen Artilleriegeschützen durchgeführt wird. Bei anderen Waffen wird die durchschnittliche Ladezeit oder auch die Nachladezeit in die Feuerrate einbezogen.

## Salventakt
Der Salventakt wird aus dem Kehrwert der Kadenz berechnet, wobei die Dauer des Schießvorgangs nicht berücksichtigt wird. Er beschreibt den zeitlichen Abstand zwischen zwei aufeinander folgenden Schüssen. Typischerweise werden Werte zwischen 10 Sekunden und mehreren Minuten pro Schuss, bei extrem großen Geschützen auch Stunden pro Schuss angegeben.